# Yasei no Last Boss ga Arawareta!
Yasei no Last Boss ga Arawareta! (野生のラスボスが現れた！ Yasei no Rasu Bosu ga Arawareta!?, lit. ¡Apareció una última jefa salvaje!), también conocida como A Wild Last Boss Appeared! en inglés, es una serie de novelas ligeras japonesas escritas por Firehead e ilustradas por YahaKo. Inicialmente se serializó en el sitio web de publicación de novelas generadas por usuarios Shōsetsuka ni Narō desde octubre de 2015 hasta abril de 2019. Posteriormente fue adquirido por Earth Star Entertainment, quien lo publicó bajo su sello Earth Star Novel desde febrero de 2016 hasta abril de 2019.
Una adaptación al manga ilustrada de Tsubasa Hazuki comenzó a publicarse en el sitio web Comic Earth Star de Earth Star Entertainment en junio de 2017. Una adaptación a serie de televisión de anime producida por WAO World se estrenará en octubre de 2025.

## Sinopsis
Un joven gamer masculino anónimo del Japón moderno fue considerado como uno de los mejores en el videojuego de rol multijugador masivo en línea (VRMMORPG), Exgate Online y su personaje Ruphas Maphaahl, la Soberana de Alas Negras y líder de las Doce Estrellas Celestiales, no tenía ningún rival. Como otros no pueden disfrutar del juego así, acepta enfrentarse a los mejores jugadores en una "batalla final" y como estaba previsto, es derrotada por unos gamers de alto nivel conocidos en el juego como "Los Siete Héroes". Un día después, el juego le pregunta si le gustaría un "nuevo desafío" y al aceptar de inmediato el reto, es convocado a un mundo de fantasía similar a Exgate Online llamado Midgard y descubre que se encuentra en el cuerpo de su personaje, sólo para darse cuenta de que han pasado unos 200 años de su propia derrota y que el mundo que tanto conocía ya no era gobernado por simples humanos.
Atrapado en su cuerpo femenino, comprende poco a poco que esto no es un videojuego, sino la realidad absoluta y además, todos los personajes que aparecen en el mundo del juego ahora son seres conscientes. Con su reinado y su legado de miedo terminados, Ruphas debe emprender un viaje a través del mundo de Exgate Online en busca de respuestas, posibles camaradas y todos los miembros monstruosos de las Doce Estrellas Celestiales que su «muerte» desató la destrucción en el mundo por parte de ellos. La única pregunta que tanto se plantea es lo siguiente: ¿Cuál es la verdadera razón por la que un joven gamer común y corriente se despertó en Exgate Online como la mismísima Ruphas?

## Personajes

### Principales
Ruphas Maphaahl (ルファス・マファール Rufasu Mafāru?)
Seiyū: Ami Koshimizu
Una ángel Soberana de Alas Negras perteneciente a la raza Alas Celestiales que une con éxito el mundo y lo combina en un solo país bajo su gobierno autoritario. Durante su reinado, la Diosa Alovenus intentó derrocarla y mediante la manipulación de los Siete Héroes, logró encerrarla en un subespacio durante siglos. Sin embargo, su legado perduró durante siglos y se convirtió en una leyenda, temida y respetada por todos los que escuchaban su nombre. Su historia se transmitió de generación en generación y se convirtió en una advertencia sobre los peligros del poder y la ambición. Tras su resurrección (mediante la posesión de su cuerpo por un gamer masculino del Japón moderno), Ruphas decidió no retomar su papel de Soberana como lo fue en el pasado y luego de reunirse con Dina, decidió reunir a sus subordinados dispersos en varias regiones, que estaban causando problemas durante su ausencia.
Dina (ディーナ Dīna?)
Seiyū: Yuri Usui
Una semielfa que sirve como avatar creado por la Diosa Alovenus para observar el mundo. Un día, fue influenciada por la persuasión de Ruphas, lo que la hizo dudar de su existencia como diosa. Este conflicto interno la llevó a desviarse de su verdadera forma y, en última instancia, la llevó a unir fuerzas con Ruphas, convirtiéndose así en una miembro más de sus Doce Estrellas Celestiales; Ofiuco la Cámara de la Serpiente.

### Doce Estrellas Celestiales
Aries (アリエス Ariesu?)
Seiyū: Yukina Shuto
Es la primera Estrella Celestial que se presenta ante Ruphas tras su resurgimiento doscientos años después de su derrota a manos de los siete héroes. Anteriormente, gobernaba la constelación del Carnero. Aries es un monstruo único de la especie "Oveja Arcoíris", que fue domesticado cuando era un monstruo débil.
Libra (リーブラ Rībura?)
Seiyū: Hisako Tōjō
La segunda Estrella Celestial que se presenta ante Ruphas tras su resurgimiento y gobernante de la constelación de Libra. Es una gólem que fue creado por el rey Mizal, quien se la entregó ante Ruphas. Suele ser inexpresiva, lo que dificulta adivinar lo que piensa, pero puede mostrar irritación y enojo cuando las circunstancias lo requieren. A pesar de ello, posee una visión sofisticada y calculadora. Esencialmente, es una IA robótica de alta tecnología capaz de pensar y tomar decisiones de forma independiente y por ello, es directa con sus acciones y palabras. En lugar de ser atrevida o directa, es más preciso decir que Libra no tiene un filtro de moderación. 
Aigokeros (アイゴケロス Aigokerosu?)
Seiyū: Naoya Uchida
La tercera Estrella Celestial y un fiel lacayo de Ruphas que nació originalmente en Helheim, el mundo de los demonios. Era una bestia mágica que se alzaba por encima de todos los demás demonios y el más malicioso de su raza, pues amaba la sangre, el miedo y la muerte. Cuando Ruphas fue derrotado por los Siete Héroes (poseídos por la influencia de la Diosa Alovenus), Aigokeros juró vengarse de los héroes que asesinaron a la Gran Soberana e incluso a unirse a las razas demoníacas en un ataque contra el Rey Celestial Merak y su país, Gjallarhorn. En cierto sentido, era el verdadero Rey Demonio de Midgard. Gobernaba la constelación de la Cabra. 
Parthenos (パルテノス Parutenosu?)
Seiyū: Mika Kanai
La cuarta Estrella Celestial y una alma en pena que adopta una apariencia juvenil, lo que la hace parecer más a una niña pequeña que a una mujer mayor. Esto se debe a su muerte por atragantamiento con una fruta un año antes de la llegada de Ruphas y como consecuencia, la convirtió en un fantasma y su alma se negó a ir al cielo. Es probablemente la única humana entre las Doce Estrellas Celestiales y descendiente directa del primer humano del mundo, convirtiéndose en la antigua gobernante de la constelación de Virgo.
Virgo (ウィルゴ Wirugo?)
Seiyū: Kokoro Omori
La hermana gemela de Parthenos e hija del Rey Celestial Merak y la nueva gobernante de la constelación de Virgo. Es una flügel y la miembro más reciente de las Doce Estrellas, cuyo nivel tenía el más bajo. Ruphas y todos sus compañeros la trataban como una linda hermanita, cuya presencia se consideraba reconfortante. Ruphas quería que se quedara así en ese estado, pero ella quería cambiar. Se revela que en un momento desconocido entre la derrota de Ruphas y la historia actual, Virgo acompañó a Parthenos durante su estancia en el antiguo país de los Fugel, dentro de la barrera creada por él. Esto fue así hasta que Parthenos murió atragantándose con una fruta. Como Parthenos ya no era capaz de seguir al recién revivido Ruphas, Virgo podría potencialmente convertirse en el nivel más alto ya que no tiene el límite de nivel 800 que tienen los demás.

### Siete Héroes
Alioth (アリオト Arioto?)
Seiyū: Shunsuke Takeuchi
El líder de los Siete Héroes que derrotaron a Ruphas. Su reino, Laevateinn, es uno de los reinos humanos que sobreviven tras la invasión demoníaca tras la derrota de los siete héroes a manos del Rey Demonio. Tras ser derrotado por el Rey Demonio, Alioth perdió ambos ojos, fue maldecido con el Estigma del Perdedor y sus estadísticas se redujeron a la mitad. A diferencia de otros personajes que diversifican sus clases para combinar habilidades y destrezas, Alioth se dedicó exclusivamente a las clases de Vanguardia.
Megrez (メグレズ Megurezu?)
Seiyū: Tomoaki Maeno
Miembro de los Siete Héroes que se desempeña como un mago de retaguardia (acompañado de un familiar acuático llamado Levia) y actual rey del Reino de Svel. Tras la derrota de los seis héroes a manos del Rey Demonio, perdió lo que presumiblemente era parte de su sistema nervioso, quedando paralizado de cintura para abajo. Su nivel y estadísticas también se redujeron a la mitad (quizás debido al Estigma del Perdedor), pasando de nivel 1000 a nivel 500. En la vida real, es uno de los amigos de Ruphas.
Merak (メラク Meraku?)
Seiyū: Daiki Hirakawa
Un flügel masculino que forma parte de los Siete Héroes, reconocido por liberar el dominio autoritario de Ruphas. Es conocido como el Rey del Cielo, fundador y gobernante de Gjallarhorn, la patria de la raza de los Alas Celestiales. Tras la batalla contra el Rey Demonio, perdió una de sus alas como castigo y se sabe que sus estadísticas y nivel también se redujeron a la mitad. Tanto él como Megrez cayeron en una depresión y él se arrepintió mucho más abiertamente de la rebelión. Sufría de baja autoestima y creía que nunca debería haber sido rey, pero después de la marcha de Ruphas tras intentos de animarlo a aceptar su destino, su confianza se recupera y una vez más está haciendo todo lo posible para estar a la altura de su título recién otorgado.
Benetnash (ベネトナシュ Benetonashu?)
Seiyū: Satomi Akesaka
Princesa Vampiro que fundó el Reino de Mjolnir. Es la más fuerte de los Siete Héroes y aún sigue viva pese a su inmortalidad como vampira. Se ha vuelto famosa por su extraordinaria fuerza, tras escapar de la maldición del Rey Demonio. Su oportunidad de desafío se presentó cuando Ruphas atacó su territorio, pero no se tomó en serio la invasión y fue derrotada. Aceptó unir fuerzas con Ruphas con la condición de que se enfrentaran. Sin embargo, sus compañeros traicionaron a Ruphas, lo que llevó a Benetnash a perder el interés en todo. Benetnash pasaba sus días aburrida después de unos 200 años consecutivos, pero al oír la noticia de la resurrección de Ruphas, rompió toda calma en su interior y reavivó su interés en ella.

### Antagonistas
Alovenus (アロヴィナス Arovinasu?)
La famosa Diosa de la Creación quien creó el mundo de Midgard. Es una singularidad (cuyo cuerpo es parecido a la de Dina), una anomalía que simplemente apareció en el mundo y se supone que es la manifestación de todos los conceptos y cosas irreales que no fueron necesarias y que se crearon durante la creación del mundo; por lo tanto, puede manifestar cualquier fantasía en un mundo que carece de ella. Durante su estancia en el mundo, presenció el desafortunado destino de la humanidad y Alovenus les brindó ayuda incondicional, llegando a ser conocida como salvadora. Al descubrir la incapacidad de soportar la continua muerte de los humanos, decidió cambiarlo todo radicalmente tras aventurarse fuera del universo y llegó a la infinita extensión blanca, donde encontró la figura conocida como el Dios que nunca fue. Tomando la iniciativa, asumió ese papel y creó un mundo donde conceptos como la edad y otros conceptos malignos fueron erradicados. Sin embargo, descubrió que la humanidad aún no era verdaderamente feliz e incluso si satisfacía todas sus necesidades y les quitaba el sufrimiento, seguirían sintiendo la emoción de algo que no encajaba del todo. Recalcó en su visión que la "verdadera felicidad" consistía en conceder sufrimiento y luego eliminarlo para que la humanidad experimentara alegría.

### Otros personajes
Orm (オルム Orumu?)
El Rey del Reino de los Demonios creado por la Diosa Alovenus para controlar a los demonios y asegurar la continuidad de la guerra eterna contra la humanidad. Sin embargo, tras comprender que él y los demonios no eran más que marionetas de la diosa, comienza a rechazar su destino e intenta por todos los medios detener la estrategia de la Diosa, por lo que se alió con Ruphas. En Exgate Online, era presentado por primera vez como el jefe de mayor nivel del juego.

## Contenido de la obra

### Novela ligera
Escrito por Firehead, Yasei no Last Boss ga Arawareta! se serializó inicialmente en el sitio web Shōsetsuka ni Narō del 1 de octubre de 2015 al 15 de abril de 2019. Posteriormente fue adquirido por Earth Star Entertainment, quien lo publicó bajo su sello de Earth Star Novel con ilustraciones de YahaKo del 15 de febrero de 2016 al 15 de abril de 2019.

#### Lista de volúmenes
| N.º | Fecha de lanzamiento     | ISBN original          |
| --- | ------------------------ | ---------------------- |
| 1   | 15 de febrero de 2015    | ISBN 978-4-8030-0872-2 |
| 2   | 15 de junio de 2016      | ISBN 978-4-8030-0934-7 |
| 3   | 15 de octubre de 2016    | ISBN 978-4-8030-0963-7 |
| 4   | 15 de abril de 2017      | ISBN 978-4-8030-1035-0 |
| 5   | 15 de septiembre de 2017 | ISBN 978-4-8030-1111-1 |
| 6   | 15 de diciembre de 2017  | ISBN 978-4-8030-1142-5 |
| 7   | 16 de abril de 2018      | ISBN 978-4-8030-1180-7 |
| 8   | 16 de octubre de 2018    | ISBN 978-4-8030-1236-1 |
| 9   | 15 de abril de 2019      | ISBN 978-4-8030-1282-8 |

### Manga
Una adaptación al manga ilustrada por Tsubasa Hazuki comenzó a serializarse en Comic Earth Star de Earth Star Entertainment el 7 de junio de 2017. Los capítulos del manga se han recopilado en diez volúmenes tankōbon a partir de febrero de 2025.

#### Lista de volúmenes
| N.º | Fecha de lanzamiento     | ISBN original          |
| --- | ------------------------ | ---------------------- |
| 1   | 15 de diciembre de 2017  | ISBN 978-4-8030-1135-7 |
| 2   | 12 de abril de 2018      | ISBN 978-4-8030-1174-6 |
| 3   | 12 de septiembre de 2018 | ISBN 978-4-8030-1225-5 |
| 4   | 12 de abril de 2019      | ISBN 978-4-8030-1284-2 |
| 5   | 12 de octubre de 2019    | ISBN 978-4-8030-1344-3 |
| 6   | 12 de marzo de 2020      | ISBN 978-4-8030-1399-3 |
| 7   | 12 de septiembre de 2020 | ISBN 978-4-8030-1450-1 |
| 8   | 12 de marzo de 2021      | ISBN 978-4-8030-1499-0 |
| 9   | 13 de marzo de 2024      | ISBN 978-4-8030-1920-9 |
| 10  | 12 de febrero de 2025    | ISBN 978-4-8030-2073-1 |

### Anime
El 23 de agosto de 2024, durante el panel de NBCUniversal Entertainment Japan en Anime NYC, se anunció una adaptación de la serie de televisión de anime. La serie está producida por WAO World y dirigida por Yūya Horiuchi, con Kazuyuki Fudeyasu supervisando los guiones de la serie, Maiko Ebisawa diseñando los personajes y Technoboys Pulcraft Green-Fund componiendo la banda sonora. Su estreno está previsto para octubre de 2025. El tema de apertura es "Level wo Agete Butsuri de Naguru" interpretado por Kisida Kyoudan & The Akebosi Rockets.